# Razmierki
Razmierki (biał. Размеркі; ros. Размерки) – wieś na Białorusi, w obwodzie brzeskim, w rejonie iwacewickim, w sielsowiecie Stajki. W źródłach pojawia się także pod nazwą Rozmiarki.
W dwudziestoleciu międzywojennym leżały w Polsce, w województwie poleskim, w powiecie kosowskim/iwacewickim, w gminie Kosów. Po II wojnie światowej w granicach Związku Sowieckiego. Od 1991 w niepodległej Białorusi.
W Razmierkach urodzili się:
- Iwan Muraszko – założyciel muraszkowców
- Stanisław Radkiewicz – polski komunista, minister bezpieczeństwa publicznego